# Die geheimnisvolle Pastete
Die geheimnisvolle Pastete ist ein von Franz Graf von Pocci verfasstes Theaterstück in einem Aufzug, das sich mit der Thematik des Sündenfalls befasst.

## Inhalt
Der Zauberer Katzenberger belauscht zufällig einen Streit zwischen den Bauersleuten Jakob und Margareth, die jeweils anderer Meinung darüber sind, ob nun Adam oder Eva an ihrer Vertreibung aus dem Paradies schuld ist. Als sie behaupten, dass ihnen so etwas nicht passieren würde, schlägt Katzenberger ihnen eine Prüfung vor und verabredet sich mit ihnen.
Später kommt Kasperl ins Haus der Bauersleute, in der Hoffnung, bei seinen Nachbarn etwas zu essen zu bekommen. Im Haus findet er einen gedeckten Tisch mit zahlreichen Speisen wie Kalbsbraten, Salat, Bratwürstchen sowie eine verschlossene Pastete vor. Bei dieser ist ein Zettel, auf dem steht: "Von Allem esst und trinkt, wie’s euch schmeckt, doch die Pastete haltet stets bedeckt!". Jakob und Margareth kommen herein und vermuten, dass es sich um die erwähnte Probe von Katzenberger, den sie für einen Prinz halten, handelt. Allerdings meinen sie, die anderen Speisen zu essen sei genug und die Pastete würde sie nicht kümmern. Sie essen zu dritt von den aufgedeckten Sachen, bis Kasperl behauptet, dass es seltsam sei, etwas auf den Tisch zu stellen, was man nicht essen dürfe, wo Pasteten doch die beste Speise wären und er Experte darin sei. Dadurch angestachelt beschließen sie, die Pastete zu öffnen. Als Kasperl jedoch den Deckel hebt, springt ein Teufel heraus. Da erscheint Katzenberger und behauptet, die Bauersleute hätten bei der Prüfung versagt und nicht klüger als Adam und Eva gehandelt. Jakob und Margareth gestehen sich diese Tatsache ein, doch Katzenberger bezeichnet in diesem Falle den Kasperl als den Verführer, weshalb er gnädig ist und den beiden monatliche finanzielle Unterstützung zukommen lassen will. Nachdem er verschwunden ist, behauptet Kasperl stolz, dass Jakob und Margareth ihr Glück nur ihm zu verdanken hätten, denn hätte er die Pastete nicht geöffnet, hätte es einer der beiden Bauersleute getan.

## Figuren
Sämtliche handelnden Personen weisen im Rahmen der Prüfung in diesem Stück Parallelen zu einem Teilnehmer des Sündenfalls auf.

### Katzenberger
Katzenberger ist ein Zauberer, der mit seinen Fähigkeiten Gutes tut. Als er den Streit zwischen Jakob und Margareth hört, beschließt er, zu testen, ob sie selbst der Versuchung widerstehen können. Am Ende erklärt er die Prüfung für gescheitert, unterstützt die Bauersleute aber, da er meint, dass der Kasperl verantwortlich dafür sei, dass die Pastete schließlich geöffnet wurde. Er tritt in der Prüfung an die Stelle von Gott, der die "verbotene Frucht", in diesem Fall die Pastete, erschaffen hat, welche er zusammen mit allen anderen Dingen bereitstellt und der nach dem Sündenfall die Konsequenzen zieht.

### Jakob
Jakob ist ein Bauer und der Ehemann von Margareth. Er behauptet, dass Eva schuld an der Vertreibung aus dem Paradies sei, da sie Adam den Apfel gereicht und der Schlange vertraut hat. Bei der Prüfung, die Katzenberger ihm und Margareth auferlegt, zeigt sich, dass weder er noch sie Recht haben, da beide Kasperl zustimmen, die Pastete zu öffnen, als dieser ihnen vorschwärmt, wie köstlich eine Pastete sei. Anfangs hat Jakob, im Gegensatz zu Margareth, erst noch Einwände dagegen, da es ja verboten sei, die Pastete zu öffnen. Allerdings gibt auch er nach, wie Adam, dem Eva den Apfel gab.

### Margareth
Margareth ist eine Bäuerin und Jakobs Frau. Sie meint, dass Eva keine Schuld am Sündenfall habe, da Adam den Apfel angenommen und die Schlange Eva erst verführt hatte. Wie ihr Mann behauptet sie aber, dass sie selbst nicht denselben Fehler machen würde. Zuerst denken sie und Jakob, die Pastete getrost ignorieren zu können, allerdings meint sie, nachdem Kasperl ihnen erzählt hat, was man alles in Pasteten geben kann, dass sie ja nicht essen, sondern nur in die Pastete hinein sehen wollten. Sie gibt also, wie Eva zuvor, als Erste der Versuchung nach. Am Ende gibt sie ihr Versagen bei der Prüfung zu mit der Begründung, dass sie eben von Adam und Eva abstammen würden.

### Kasperl
Kasperl ist der Nachbar der beiden Eheleute. Er kommt bei ihnen vorbei, um etwas zu essen, und ist erfreut, als er den gedeckten Tisch sieht. Als er hört, dass ein Prinz die Speisen gebracht haben könnte, behauptet er, ein entfernter Freund des Prinzen zu sein, um mitessen zu dürfen. Auch wenn er sich erst an den anderen Speisen labt, behauptet er in seiner gefräßigen Natur, dass es dumm sei, eine Pastete hinzustellen, die man nicht essen dürfe. Er behauptet, sich mit Pasteten auszukennen und schwärmt seinen beiden Nachbarn vor, was sich in Pasteten befinden kann. Schließlich entscheidet er sich, den Deckel der Pastete anzuheben, weshalb die Prüfung von Katzenberger scheitert. Der Zauberer meint, dass Kasperl anstelle der Schlange gehandelt habe, und er deshalb das Paar unterstützt, weil sie nicht selbstständig auf die Idee gekommen sind, die Pastete zu öffnen. Kasperl selbst brüstet sich schlussendlich damit, dass, wenn er die Pastete nicht geöffnet hätte, einer der Bauersleute es getan hätte und sie keine Unterstützung bekommen hätten, da sie dann aus eigenem Trieb gehandelt hätten.